# Российско-афганские отношения
Российско-афганские отношения — государственные отношения между Российской Федерацией и Афганистаном.
Россия имеет посольство в Кабуле и генеральное консульство в Мазари-Шарифе. В Москве действует посольство Афганистана.

## История

Владимир Путин с президентом Афганистана Ашрафом Гани

В XIX веке Афганистан служил на субконтиненте стратегическим буферным государством между Российской империей и Британской империей (см. Большая игра).
Отношения Афганистана с Москвой стали более сердечными после Октябрьской революции в 1917 году.
Советская Россия была первой страной, которая в 1919 году, после Третьей англо-афганской войны, установила дипломатические отношения с Афганистаном, после чего в 1921 году подписала Договор о дружбе, который предусматривал право афганского транзита через Советский Союз. Ранняя советская поддержка включала в себя финансовую помощь, поставки самолётов, обслуживающего технического персонала и операторов телеграфа.
В 1950-х СССР начал осуществлять крупные программы экономической помощи Афганистану. В период между 1954 и 1978 годами, Афганистан получил от Советского Союза более 1 млрд долларов, в том числе — значительное военное усиление.
В 1964 году с правительством королевства Афганистан был подписан контракт на разработку двух проектов — обустройства Шиберганской группы газовых месторождений (Джар-Кудук, Ходжа-Гугердак, Етым-Таг) и проектирования газопроводов Шиберган-Мазари-Шериф, Шиберган-СССР
В 1967 году при помощи СССР запущено в эксплуатацию газовое месторождение Ходжа-Гугердак, построен газопровод Афганистан-СССР (100 км, 820 мм, 4 млрд м³), включая воздушный переход через реку Амударью.
В 1968 году построен газопровод Ходжа-Гугердак-Мазари-Шариф (88 км, 325 мм, 0,5 млрд м³) до завода азотных удобрений. Запасы газа в Афганистане были «стратегическими». Через советско-афганскую границу были построены два газопровода в Узбекистан и Туркменистан. Максимум добыча достигала 4 миллиардов кубометров газа ежегодно, из них 2—3 миллиарда переправлялись в СССР. Газ давал 23 % бюджета Афганистана, остальное — ковры, сухофрукты. По оценке Дм. Верхотурова афганский газ затыкал дыру в узбекском газовом проекте и стал основной экономической причиной советского вторжения в Афганистан.

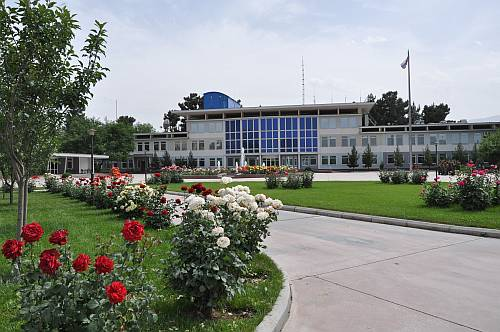
Посольство России в Кабуле

В 1973 году две страны объявили соглашении на 200 млн долл. по поставкам газа и нефти, развитию торговли, транспорта, ирригации и строительстве заводов.
После ввода в 1979 году войск в Афганистан СССР дополнил свои обязательства по оказанию помощи этому государству целевым укреплением афганской экономики и восстановлением афганской армии. Советский Союз предоставил режиму Кармаля беспрецедентные 800 миллионов долларов.
СССР поддерживал режим Наджибуллы и после вывода советских войск в феврале 1989 года. Даже сегодня остаются нерешенными вопросы, касающиеся без вести пропавших/военнопленных солдат Советского Союза (в частности, что случилось во время восстания в лагере Бадабер и где сейчас те военнопленные, которых перевезли в Пакистан).
В 1980-х СССР готовил афганских граждан для осуществления совместного советско-афганского космического полёта и с 29 августа по 7 сентября 1988 года в рамках советской космической программы «Интеркосмос» и Афганской программы «Шамшад» Моманд Абдул Ахад совершил космический полёт на корабле «Союз ТМ-6» на советскую орбитальную станцию «Мир» (посадка на корабле «Союз ТМ-5») в качестве космонавта-исследователя. На борт с собой взял национальный флаг и два экземпляра Корана.

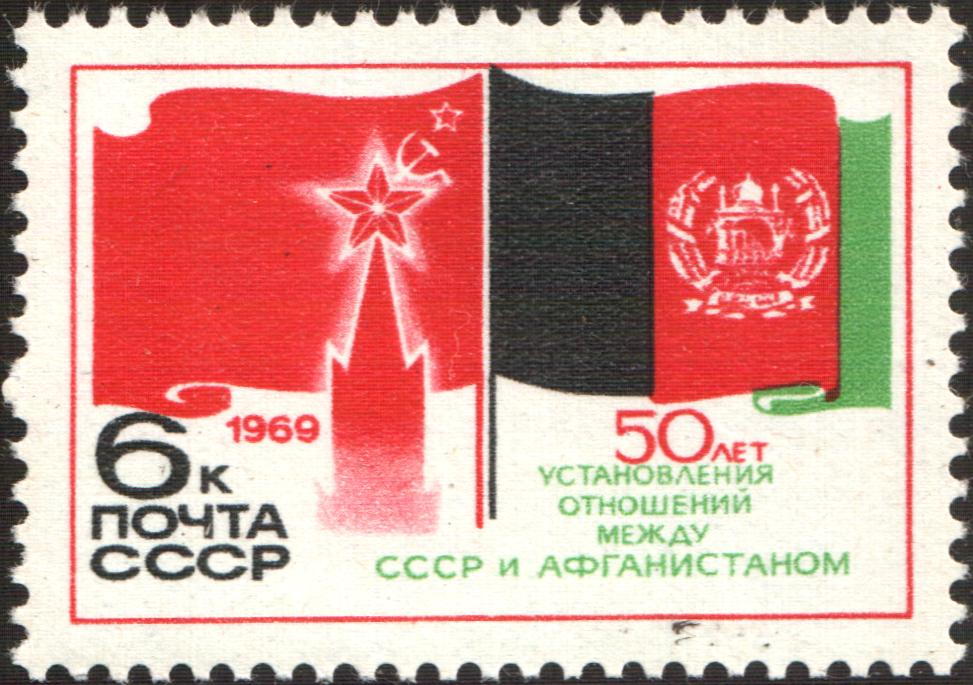
Марка СССРː Государственные флаги СССР и Афганистана. Серияː 50-летие установления дипломатических отношений между Советским Союзом и Афганистаном

Повстанцы-таджики, базирующиеся в Афганистане, атаковали в июле 1993 года форпост Группы Пограничных войск Российской Федерации в Республике Таджикистан на границе Афганистана и Таджикистана, в результате чего погибли 25 российских военнослужащих. Это побудило Россию нанести ответный удар со значительным ущербом северу Афганистана. Доклады афганской стороны, выражавшие поддержку повстанцам, вызвали охлаждение между двумя странами.
Россия ещё больше разочаровалась в Талибане из-за его поддержки чеченских сепаратистов путём предоставление убежища террористическим группам, действующим в Центральной Азии и в самой России. Ввиду этого, Российская Федерация оказала военную помощь Северному альянсу, который стал главной силой, способствующей свержению режима талибов во время вторжения американских войск в Афганистан в 2001 году.
После свержения американцами талибов в 2002—2005 годах, Россия безвозмездно передала Афганистану транспортную технику и другое военное имущество на сумму более 200 млн долларов США, в 2007 году Афганистан закупил военной авиатехники и запасных частей к ней (к советской авиатехнике) на 8,48 млн долларов. Российские специалисты ремонтировали самолеты и вертолеты ВВС Афганистана. В 2008 году в Россию на учебу в военных учебных заведениях прибыла первая группа афганских офицеров; в 2010 годах начала осуществляться программа подготовки 225 афганских полицейских ежегодно в вузах МВД России.
Также Россия оказывала гуманитарную помощь Афганистану; в июне 2008 года Правительство РФ приняло решение о предоставлении через Всемирный банк 4 млн долларов в качестве вклада в многосторонний трастовый фонд для развития высшего образования в Афганистане.
29 апреля 2019 года на площадке Института востоковедения РАН прошла международная научная конференция под названием «Афганистан в XXI веке: прошлое, настоящее, будущее», посвященная 100-летию установления российско-афганских дипломатических отношений и независимости Афганистана. Организаторами научного форума стали Институт востоковедения (ИВ) РАН и Посольство Исламской Республики Афганистан (ИРА) в России. Участие в конференции приняли более 50 человек, в том числе ученые-востоковеды, ветераны дипломатической службы, представители ведущих вузов России, молодые исследователи.
В марте 2014 года Афганистан присоединился к Сирии и Венесуэле, признав Крымский полуостров частью России. Как утверждается в статье Американской газеты New York Times, это могло показаться странным, учитывая серьёзное влияние Европы и Соединённых Штатов на положение дел в стране. Тем не менее, издание объясняет подобное решение представителей Афганской власти заметно укрепившимися в то время пророссийскими настроениями в стране и усиливающимся с каждым годом влиянием Москвы на Ближнем Востоке. В то время как Америка старается постепенно отходить от всяких контактов с Кабулом, Россия «всё активнее предлагает помощь в развитии региона». Это, в частности, утверждает издание, могло объяснить такое неожиданное решение представителей Афганской власти пойти на сближение с официальной Москвой.
Хотя 14 февраля 2003 года движение «Талибан» было признано Верховным судом РФ террористической организацией, чья деятельность на территории России запрещена, его представители несколько раз приезжали в Москву на переговоры. В 2018 году министр иностранных дел России Сергей Лавров заявил: «Мы никогда не скрывали, что поддерживаем контакты с талибами, это часть афганского общества».
После прихода талибов к власти в Афганистане в августе 2021 года ни одна страна, включая Россию, формально не признала режим талибов законным правительством Афганистана. Однако представители движения «Талибан» посещали Москву и в сентябре 2021 года встречались с министром иностранных дел Сергеем Лавровым. Кроме того, в Кабуле продолжает работу российское посольство, тогда как многие государства свои дипломатические представительства из Афганистана отозвали. В марте 2022 года Россия выдала аккредитацию первому афганскому дипломату, направленному в Москву от правительства талибов.
В сентябре 2022 года российские власти и представители талибов договорились о поставках в Афганистан бензина, дизельного топлива, газа и зерна. Москва на некоторый период предложила талибам скидку относительно общемировых цен.
5 августа 2023 года министр торговли и промышленности режима талибов Нуруддин Азизи пригласили Россию и Казахстан принять участие в проекте строительства трансафганской железной дороги.
В августе 2022 года сотрудник МИД РФ Владимир Тарабрин заявлял о существенном (более чем десятикратном) росте наркотрафика из Афганистана в Центральную Азию; однако в ноябре 2023 года Дмитрий Медведев, сославшись на статистику Управления ООН по наркотикам и преступности, заявил об успехах «Талибана» в борьбе с наркотиками; по его словам, их производство в Афганистане сократилось на 95 %.
23 ноября 2023 года в Москве прошла конференция «Афганистан — между прошлым и будущим: на пути к справедливому миру и устойчивому развитию», организатором которой выступил институт «Справедливый мир», его партнерами стали институты востоковедения, Китая и современной Азии РАН.
4 июля 2025 года Россия первой в мире официально признала Исламский Эмират Афганистан.

## Гуманитарное сотрудничество
В ноябре 2020 года татарстанская благотворительная организация (Фонд мусульман России) в качестве гуманитарной помощи доставила медикаменты татарской общине в Афганистане, а МЧС России в рамках борьбы с коронавирусной инфекцией передало гуманитарную помощь населению Исламской Республики Афганистан. В составе закупленного МЧС груза — средства индивидуальной защиты, медицинские изделия, дезинфицирующие средства.
В ноябре 2023 года Россия отправила в Афганистан от имени российского правительства и Афганского делового центра в Москве около 40 тонн гуманитарной помощи; груз был доставлен в Кабул двумя спецбортами Минобороны. Гуманитарное содействие было оказано пострадавшим от разрушительного землетрясения в Герате.